# مشاعر مناهضة للشرق الأوسط
المشاعر العنصرية المناهضة للشرق الأوسط هي مشاعر وتعابير الكره، أو البغض، أو التمييز، أو التحامل ضد الشرق الأوسط وثقافته، وضد الأشخاص المرتبطين بعلاقات معهما.

## الولايات المتحدة
هنالك تاريخ طويل بين العنصرية المناهضة للشرق الأوسط وبين الولايات المتحدة، مع أن العنصرية في الولايات المتحدة كانت مقتصرة على اليهود فقط حتى العقود الأخيرة.
أشار الكاتب والعالم السياسي ليو روستن إلى تعرض اليهود المهاجرين للعنصرية من قبل سلطات الهجرة في الموانئ فور نزولهم من القارب. استُعمل المصطلح الانتقاصي كيكي kike عند مخاطبة اليهود (وذلك لعدم مقدرتهم أحيانًا على الكتابة، إذ كانوا يوقعون أوراق الهجرة الخاصة بهم على شكل دوائر؛ أو كيكيل kikel في اللغة اليديشية الخاصة باليهود الأشكناز). صُوّر اليهود في الأفلام القديمة، مثل كوهينز أدفيرتايزينغ سكيم (1904، فيلم صامت)، على أنهم «تجار ماكرون»، وغالبًا ما ظهروا بصفات عنصرية غرب آسيوية مبالغ فيها مثل الأنوف الكبيرة المعقوفة، والشفاه الكبيرة، والعيون الصغيرة، والشعر الأسود المجعد، والبشرة الزيتونية و/أو بنّية اللون.
بدءًا من عام 1910، هُوجمت الجاليات اليهودية الجنوبية من قبل مجموعة كو كلوكس كلان العنصرية التي ناهضت الهجرة اليهودية، وغالبًا ما استخدمت لقب «المصرفي اليهودي» في دعايتها العنصرية. أُعدم ليو فرانك في جورجيا في عام 1915 بعد أن أُدين بتهمة الاغتصاب وحُكم عليه بالإعدام (خُففت عقوبته  إلى الحبس مدى الحياة). وجّهت الجماعة الثانية لِكو كلوكس كلان، التي توسعت بشكل هائل في أوائل القرن العشرين من خلال تنمية مفهوم «الأمريكانية 100%» (الموالاة التامة للولايات المتحدة والإيمان بمبادئها)، كراهيتَها إلى اليهود بالإضافة إلى الكاثوليك والأمريكيين الأفارقة.
جذبت الأحداث التي حصلت لليهود في ألمانيا النازية الأنظار من العنصرية التي يتعرضون إليها في الولايات المتحدة. جذب ضغط اليهود المطالبين بالانخراط في أوروبا معارضةَ مجموعة انعزالية (مجموعة هدفها عدم التدخل في شؤون البلدان الأخرى)، التي كان الأب تشارلز كافلين أحد أعضائها، وهو قس إذاعي عُرف بانتقاده لليهود إيمانًا منه بأن اليهود يستدرجون الولايات المتحدة إلى خوض الحرب. كان كوفلين يعظ الناس أسبوعيًا عبر الإذاعة وينتقد اليهود جهرًا في الخطب المعادية للسامية، وبدأ بإصدار صحيفة سوشال جاستيس في عام 1036، التي نشر من خلالها اتهاماته المعادية للسامية مثل «بروتوكولات حكماء صهيون».
عارضت اللجنةُ الأمريكية العربية لمكافحة التمييز العنصري (إيه دي سي) شركةَ والت ديزني بشأن المحتوى العنصري المعادي للعرب الذي ورد في فيلم الرسوم المتحركة علاء الدين في عام 1993. في بادئ الأمر، أنكرت شركة ديزني وجود أي محتوى عنصري مسيء للعرب في الفلم، بيد أنها تراجعت وغيرت أول شطرين في الأغنية الافتتاحية للفلم. لم يكن أعضاء «إيه دي سي» راضين عن التعديل، واعترضوا على هيئة الشخصيات العربية في الفيلم ونعتهم لمجتمع الشرق الأوسط بـ«البرابرة».
منذ أحداث الحادي عشر من سبتمبر، ارتفع صوت العنصرية ضد الشرق الأوسط بصورة مأساوية. أُصيب رجل في مدينة هيوستن، تكساس بإطلاق ناري بعد أن اتهمه الشخص المعتدي بـ«تفجير البلد»، وأُصيب أربعة مهاجرين بعيارات نارية وقُتلوا على يد رجل أمريكي يُدعى لارمي برايس، والذي برر أن قتله للضحايا يُعد انتقامًا لهجمات الحادي عشر من سبتمبر. صرّح برايس بأنه شعر برغبة في قتل الأشخاص ذوي الأصول العربية بعد هجمات الحادي عشر من سبتمبر. على الرغم من ادعاء برايس أن ضحاياه كانوا من العرب، فلم يكن بينهم إلا شخص واحد فقط من بلد عربي. تحول قتل الأشخاص ذوي الأصول العربية إلى نزعة في الولايات المتحدة؛ بسبب الأفكار الشائعة حول الأشخاص ذوي الأصول الشرق أوسطية، تعرضت عدة مجاميع غير عربية وغير مسلمة إلى الاعتداءات على إثر أحداث الحادي عشر من سبتمبر، بالإضافة إلى تعرض عدة رجال من الديانة السيخية إلى الاعتداءات نتيجة اعتمارهم العمامة المعروفة دينيًا. صرّحت والدة برايس، ليثا برايس، بأن غضب ابنها ضد العرب كان نتيجةً لاضطراب عقلي لا لحقد عرقي.
كانت حادثة مقتل رجل الدين السيخي ألبير سينغ سودهي واحدة من أكثر الحوادث واسعة الانتشار. استُعملت عبارة «منشفة الرأس» الانتقاصية ضد العمامات وأوشحة الرأس التي يعتمرها الأشخاص من الشرق الأوسط بالإضافة إلى استخدامها بشكل أساسي ضد العرب والإرهابيين. يعتمر الأشخاص من الشرق الأوسط وآسيا الوسطى وشيوخ الديانة السيخية عمامات بألوان وأشكال مختلفة مصنوعة من أشرطة القماش يصل طولها عادةً إلى خمسة أمتار أو أقل. يقوم بعض معتمري العمامات المفصلة من جنوب آسيا بتشكيل عماماتهم وحياكتها ووضعها على رؤوسهم بشكل مستمر. قد تكون هذه العمامات كبيرة الحجم جدًا أو متواضعة للغاية وذلك وفقًا للمنطقة، والثقافة، والديانة. في شهر نوفمبر من عام 2005، أجرت هيئة حقوق الإنسان الأمريكية اختبارًا حول العنصرية المعادية للسامية في الحرم الجامعي. أسفرت نتيجة تقرير الهيئة عن أن «الحوادث المتعلقة بالتعذيب البدني أو الترويع الجسماني أو الأضرار المادية قد أصبحت نادرة في الوقت الحاضر»، لكن ما تزال هناك حالات عنصرية معادية للسامية في عدة أماكن في الحرم الجامعي وتُعد هذه الحالات «مشاكل خطيرة». أوصت الهيئة بضرورة حماية طلاب الجامعات بواسطة القسم الأمريكي التابع لمكتب التعليم المعني بحقوق الإنسان من العنصرية المعادية للسامية من خلال التنشيط الصارم للباب السادس لقانون الحقوق المدنية لعام 1964، وأوصت أيضًا بأن يوضح الكونغرس الأمريكي الباب السادس وأهميته المتمثلة في تطبيقه على حالات التمييز العنصري ضد الطلبة اليهود.
في التاسع عشر من سبتمبر عام 2006، أقامت جامعة ييل مبادرة عُرفت بمبادرة ييل للدراسة متعددة الاختصاصات حول معاداة السامية (واي آي آي إس إيه)، وجعلت هذه الخطوة من جامعة ييل أولَ جامعة في أمريكا الشمالية تؤسس مركزًا معنيًا بدراسة هذا الموضوع وأول جامعة ترفق هذه الدراسة كجزء من معهدها المعني بالدراسات الاجتماعية والسياسية. ذكر مدير المركز تشارلز سمول أن تزايد حالات معاداة السامية عالميًا في السنوات الأخيرة سيولد «رغبة لفهم العلامات البارزة لهذا الداء». في شهر يونيو من عام 2011، صوّتت جامعة ييل على غلق المبادرة، ووضّحت لجنة الجامعة المعنية بمراجعة نتائج الدراسة بعد إجراء مراجعة أولية أن المبادرة لم تتوافق مع معاييرها الخاصة بالبحث والتدريس. قال دونالد غرين، رئيس معهد ييل للدراسات السياسية والاجتماعية والغطاء الذي كانت تدار تحت رعايته المبادرة المعنية بدراسة معاداة السامية، إن المبادرة لم تتضمن نسخًا عديدةً لتُنشر في المجلات المعنية المرموقة ولم تجذب انتباه عدد كبير من الطلاب للمشاركة في المبادرة. نتيجة لهذه لأسباب التي سلف ذكرها، أُلغيت المبادرة حالها كحال أغلب البرامج التي صُممت لحالات مماثلة. عارضت بعض الشخصيات قرار إلغاء المبادرة، مثل مدير الفريق السابق للجنة الأمم المتحدة لحقوق الإنسان كينيث إل. ماركوس، الذي يشغل الآن منصب مدير المبادرة المعنية بمكافحة العنصرية ضد السامية وضد الإسرائيليين في أنظمة التعليم الأمريكية في المعهد المعني بالأبحاث المجتمعية واليهودية، بالإضافة إلى ديبرا ليبستادت، التي وصفت القرار بـ«الغريب» و«العجيب». في المقابل، ساند أنتوني ليرمان قرار جامعة ييل مبررًا أن مبادرة ييل للدراسة متعددة الاختصاصات حول معاداة السامية باعتبارها مبادرة سياسية قد خُصصت لدعم إسرائيل بدلًا من دعم الأبحاث المهمة المتعلقة بمعاداة السامية.
في عام 2007، توصل استطلاع أجرته رابطة مكافحة التشهير (إيه دي ال) إلى أن 15% من السكان الأمريكيين يحملون آراء معادية للسامية، إذ كانت النسبة مشابهة لنتيجة الاستطلاع الذي أجري قبل عشر سنوات لكنها انحدرت إلى 29% عن النسبة التي استُنتجت في بداية ستينيات القرن العشرين. توصل الاستطلاع إلى أن التعليم كان متنبِّئًا متينًا «إذ كان معظم الأمريكيين المتعلمين متحررين من الآراء الانتقاصية». اعتبرت رابطة مكافحة التشهير الاعتقاد السائد حول أن اليهود يملكون قوى هائلة أنه رأي عنصري سائد ضد الديانة السامية. طبقًا لنتائج الاستطلاع، تضمنت الآراء الأخرى المعادية للسامية رأيًا مفاده أن اليهود أكثر ولاءً لدولة إسرائيل بدلًا من الولايات المتحدة، وأن اليهود هم سبب موت يسوع الناصري. بين الاستطلاع أن أغلب الأمريكيين المعادين للسامية متعصبون بشكل تام في ما يخص الهجرة وحرية التعبير عن الرأي مثلًا. أشار الاستطلاع الذي أُجري في عام 2007  إلى أن 29% من الهسبان الأجانب و32% من الأمريكيين الأفارقة يمتلكون معتقدات عنصرية شديدة ضد الديانة السامية، وهي نسبة أكبر بثلاثة أضعاف من نسبة الأمريكيين البيض البالغة 10%.
وجدت دراسة نُشرت في مجلة بوسطن ريفيو عام 2009 أن ما يقارب 25% من الأمريكيين غير اليهود يلومون اليهود على الأزمة المالية 2007-2008، إذ كانت نسبة اللائمين الموالين للحزب الديمقراطي (32%) أكبر من نسبة الموالين للحزب الجمهوري (18%).
في شهر أغسطس من عام 2012، وافقت جمعية ولاية كاليفورنيا على قرار غير ملزم التنفيذ «أدى إلى تشجيع رؤساء الجامعات للتصدي لحملة واسعة من الأفعال المعادية لليهود وإسرائيل» على الرغم من كون القرار «رمزيًا خالصًا ولا يحتوي على أي مضامين سياسية».
أجرت اللجنة الأمريكية لتكافؤ فرص العمل تغييرات على شركة نرويجيين كروز لاين (إن سي إل) مدعية أن الشركة تعاملت بتمييز عنصري ضد سبعة أعضاء من طاقم ذي أصول عربية. نصت الدعوة المرفوعة نيابةً عن الموظفين على أن المدعين يخسرون أعمالهم بسبب طريقة التمييز العنصري التي يُعاملون بها على متن الباخرة السياحية برايد أوف ألوها. أنكرت الشركة جميع الاتهامات التي وُجهت إليها في الدعوة القضائية لعام 2006، إذ رفضت اتهامها بالتعامل بتمييز عنصري في فصل سبعة أشخاص من الطاقم العربي. أكدت بعض المصادر أن الطرفين توصلا إلى اتفاق تسوية، وافقت فيه شركة إن سي إل على دفع تعويض قدره 485,000 دولار من أجل التنازل عن الدعوة القضائية. بالإضافة إلى ذلك، وافقت الشركة النرويجية على تعديل سياساتها لضمان موقع عمل يكفل التكافؤ في فرص العمل.

في مقابلة مع موقع إلكتروني محافظ، تحدثت غابي ساوسيدو ميرسر، وهي مهاجرة مكسيكية حصلت على الجنسية الأمريكية، بعمق عن آرائها حول الهجرة. صرّحت بأهمية القضية وذلك لوجود مهاجرين من بلدان أخرى إلى جانب المهاجرين المكسيكيين الذين عبروا الحدود بطريقة غير قانونية.
«شملت تلك الحادثة المهاجرين الصينيين والمهاجرين من الشرق الأوسط. إذا كنتم تعرفون مهاجرين الشرق الأوسط جيدًا، فإن الكثير منهم يبدون كالمكسيكيين أو، كما تعلمون، مشابهين للكثير من سكان جنوب أمريكا، ببشرتهم السمراء وشعرهم الأسود وعيونهم البنية. وهم يختلطون، يختلطون بالمجتمع الأمريكي. إن الهدف الوحيد لهؤلاء المهاجرين هو إحداث الأذى للولايات المتحدة الأمريكية. لذا لمَ نوافق على وجودهم هنا، سواء بطريقة قانونية أو غير قانونية؟ حين يعبرون الحدود الأمريكية، يجلبون معهم القمامة، وتهريب المخدرات، وعمليات القتل، وحوادث قطع الرؤوس. ما أعنيه هو أنكم ترون الأشياء على حقيقتها. إنها عبارة عن حرب هناك في الخارج».
عقب تفجيريّ ماراثون بوسطن، أُدين عدة رجال مشتبه بهم كان أغلبهم من جنوب آسيا والشرق الأوسط في محكمة الرأي العام قبل أن يتم التعرف على منفذي هذا التفجير، تامرلان وجوهر تسارناييف.

## أستراليا
اتُّهم المواطنون ذوو المظاهر العربية بالإرهاب بصورة تصاعدية نتيجةً للاعتداءات التي حصلت في كل من إسبانيا ولندن وبالي. تجلى أثر هذه الاعتداءات على المواطنين المسلمين والعرب ومواطنين الشرق الأوسط بشكل أوضح من خلال المعلومات التي جُمعت من خطوط الهاتف الساخنة بين الثاني عشر من سبتمبر عام 2001 والحادي عشر من نوفمبر من نفس العام بواسطة لجنة العلاقات الاجتماعية من أجل نيو ساوث ويلز متعددة الثقافات، إذ دُوّنت 248 حالة اعتداء خلال تلك الفترة. كان هناك سبعة تصنيفات للاعتداء: الاعتداء البدني، والاعتداء اللفظي، والاعتداء الجنسي، والتهديد، والتمييز أو المضايقة العنصريين، وإلحاق الضرر بالملكية الشخصية، والهجوم الإعلامي. كان نصف الضحايا من الإناث؛ سبع إناث من بين عشرة كُنّ بالغات. كانت اللغة العربية أكثر اللغات التي استخدمت في خطوط الهاتف الساخنة، إذ شكلت نسبة 52.4% من المكالمات. حدثت نسبة 47.2% من الحالات في أماكن عامة.
في الحادي عشر من ديسمبر عام 2005، تجمع نحو خمسة آلاف غوغائي متعصب من الشباب الأستراليين البيض حول ساحل كرونولا في ولاية نيو ساوث ويلز، ملوّحين بالأعلام، ومنشدين الأغنية الشعبية الأسترالية «والتزنج ماتيلدا» والنشيد الأسترالي الوطني، وهاجموا أي شخص ذي مظهر شرق أوسطي واعتدوا بدنيًا عليهم. ورد في تقرير آخر أن نحو خمسة آلاف شخص أسترالي اجتمعوا في نفس الموقع وساروا نحو شوارع كرونولا مهاجمين أي شخص علموا أنه من الشرق الأوسط.
شرحت إحدى الضحايا الطريقة التي اندلعت بها شرارة العنف، فوضحت أن فتاتَين اثنتين بدأتا بالصراخ ضد رجل بدا «أنه من الشرق الأوسط» كان يتمشى على الشاطئ مع حبيبته «فاستدارت الفتاتان وبدأتا بالصراخ قائلتين «ابتعد عن شواطئنا اللعينة» ]ثم[ انقلب الشارع برمته عليهم». جلبت أعمال الشغب تلك الأنظار إلى قسمين من السكان في مدينة سيدني (قسم الأغلبية البيض ذوي الأصول الإنجليزية الاسكتلندية وقسم الأقلية من الشرق الأوسط) بالإضافة إلى منطقتين من المدينة: منطقة حكومة ساذرلاند شاير المحلية (إل جي إيه)، الواقعة في الضواحي الجنوبية لمدينة سيدني حيث يقع ساحل كرونولا (الذي يُعرف بالشاير)؛ ومنطقة الحكومة المحلية لكانتربيري وبانكستاون إل جي إيه، الواقعة في الجنوب الغربي لمدينة سيدني، حيث أغلب المستوطنين هناك من الجالية اللبنانية والشرق الأوسط. نُعت الذكور العرب بالمجرمين واللاأستراليين من قبل الأقلام الإعلامية المساندة للجريمة الإثنية.
في إحدى الحوادث، حوصر شابان من أصول عربية، كانا في طريقهما للسباحة، في عربة القطار وضُربا، مع تدخل بعض رجال الشرطة ومصور صحفي في الحادثة لإيقاف عملية الاعتداء خوفًا من قتل الشابين.
وقعت آخر حادثة اعتداء في عام 2011، حين اعتُقل المحامي الجنائي ذو الخلفية العربية آدم هدى لرفضه تفتيشه ولمقاومته رجال الشرطة في أثناء عملية اعتقاله، إذ اشتبهوا بتورطه في عملية سرقة وقعت قبل تلك الحادثة. فنّد المحامي جون كونيل كل تلك الاتهامات خارج المحكمة، وصرّح قائلًا: «في نهاية اليوم، كان هنا ثلاثة رجال من أصول عربية يتمشون في أحد شوارع الضواحي، وعلى حد علم رجال الشرطة، يباشرون بأعمالهم في وقت اعتيادي من اليوم، يرتدون ملابس اعتيادية، ما عدا شخصين كانا يرتديان أغطية رأس. لا يمكن أن يثير المكان الذي كانا فيه شكوكًا معقولةً حول مشاركتهما في عمليات السرقة».